# Highland Heights, Kentucky
Highland Heights är en stad i Campbell County, Kentucky, USA. År 2000 hade staden 6 554 invånare. Den har enligt United States Census Bureau en area på 5,9 km², allt är land.